# Garrett Reynolds
Garrett Reynolds (Toms River, 2 de agosto de 1990) es un deportista estadounidense que compite en ciclismo en la modalidad de BMX estilo libre. Consiguió veintidós medallas en los X Games entre los años 2008 y 2025.

## Medallero internacional
| \| X Games de Verano \| X Games de Verano \| X Games de Verano \| X Games de Verano \| \| Año \| Lugar \| Medalla \| Prueba \| \| ----------------- \| ------------------------------- \| ----------------- \| ------------------ \| \| 2008 \| Los Ángeles (Estados Unidos) \| Medalla de oro \| Calle \| \| 2009 \| Los Ángeles (Estados Unidos) \| Medalla de oro \| Calle \| \| 2010 \| Los Ángeles (Estados Unidos) \| Medalla de oro \| Calle \| \| 2011 \| Los Ángeles (Estados Unidos) \| Medalla de oro \| Calle \| \| 2012 \| Los Ángeles (Estados Unidos) \| Medalla de oro \| Calle \| \| 2013 \| Barcelona (España) \| Medalla de oro \| Calle \| \| 2013 \| Los Ángeles (Estados Unidos) \| Medalla de plata \| Calle \| \| 2014 \| Austin (Estados Unidos) \| Medalla de oro \| Calle \| \| 2016 \| Austin (Estados Unidos) \| Medalla de oro \| Calle \| \| 2017 \| Mineápolis (Estados Unidos) \| Medalla de oro \| Calle \| \| 2018 \| Mineápolis (Estados Unidos) \| Medalla de plata \| Calle \| \| 2018 \| Sídney (Australia) \| Medalla de bronce \| Calle \| \| 2019 \| Shanghái (China) \| Medalla de oro \| Calle \| \| 2019 \| Mineápolis (Estados Unidos) \| Medalla de oro \| Calle \| \| 2021 \| California (Estados Unidos) \| Medalla de oro \| Calle \| \| 2022 \| Chiba (Japón) \| Medalla de bronce \| Calle \| \| 2022 \| California (Estados Unidos) \| Medalla de oro \| Calle \| \| 2023 \| Chiba (Japón) \| Medalla de bronce \| Calle \| \| 2023 \| California (Estados Unidos) \| Medalla de bronce \| Real – Mejor truco \| \| 2023 \| California (Estados Unidos) \| Medalla de bronce \| Calle \| \| 2024 \| Chiba (Japón) \| Medalla de oro \| Calle \| \| 2025 \| Salt Lake City (Estados Unidos) \| Medalla de plata \| Calle \| |                                 |                   |                    |
| X Games de Verano |                                 |                   |                    |
| Año | Lugar                           | Medalla           | Prueba             |
| 2008 | Los Ángeles (Estados Unidos)    | Medalla de oro    | Calle              |
| 2009 | Los Ángeles (Estados Unidos)    | Medalla de oro    | Calle              |
| 2010 | Los Ángeles (Estados Unidos)    | Medalla de oro    | Calle              |
| 2011 | Los Ángeles (Estados Unidos)    | Medalla de oro    | Calle              |
| 2012 | Los Ángeles (Estados Unidos)    | Medalla de oro    | Calle              |
| 2013 | Barcelona (España)              | Medalla de oro    | Calle              |
| 2013 | Los Ángeles (Estados Unidos)    | Medalla de plata  | Calle              |
| 2014 | Austin (Estados Unidos)         | Medalla de oro    | Calle              |
| 2016 | Austin (Estados Unidos)         | Medalla de oro    | Calle              |
| 2017 | Mineápolis (Estados Unidos)     | Medalla de oro    | Calle              |
| 2018 | Mineápolis (Estados Unidos)     | Medalla de plata  | Calle              |
| 2018 | Sídney (Australia)              | Medalla de bronce | Calle              |
| 2019 | Shanghái (China)                | Medalla de oro    | Calle              |
| 2019 | Mineápolis (Estados Unidos)     | Medalla de oro    | Calle              |
| 2021 | California (Estados Unidos)     | Medalla de oro    | Calle              |
| 2022 | Chiba (Japón)                   | Medalla de bronce | Calle              |
| 2022 | California (Estados Unidos)     | Medalla de oro    | Calle              |
| 2023 | Chiba (Japón)                   | Medalla de bronce | Calle              |
| 2023 | California (Estados Unidos)     | Medalla de bronce | Real – Mejor truco |
| 2023 | California (Estados Unidos)     | Medalla de bronce | Calle              |
| 2024 | Chiba (Japón)                   | Medalla de oro    | Calle              |
| 2025 | Salt Lake City (Estados Unidos) | Medalla de plata  | Calle              |